# One Piece: Episode of Alabasta: Sabaku no Ōjo to Kaizokutachi
Gekijoban One Piece: Episode of Alabasta: Sabaku no Ōjo to Kaizokutachi (劇場版 ONE PIECE エピソードオブアラバスタ 砂漠の王女と海賊たち Gekijōban Wan Pīsu: Episōdo Obu Arabasuta: Sabaku no Ōjo to Kaizokutachi?) (en español: Episodio de Alabasta: La Princesa del Desierto y los Piratas y en inglés: One Piece Movie: The Desert Princess and the Pirates: Adventures in Alabasta) es la octava película de animación de la franquicia y la única película 'One Piece' que protagonizaron, además, Misa Watanabe como Nefeltari Vivi. Se estrenó en Japón el 3 de marzo de 2007 y fue lanzado en DVD el 21 de julio de 2007. La película fue licenciada por FUNimation Entertainment y hubo un lanzamiento de teatro limitado en los Estados Unidos el 7 de febrero de 2008; Funimation también lanzó la película en DVD el 19 de febrero de 2008 y en Blu-ray el 27 de enero de 2009. La película se coloca cuatro veces en el Top 10 de la taquilla de fin de semana en Japón. Se colocó en segundo lugar en su primera semana, en el cuarto lugar en su segunda semana, y noveno en sus tercera y quinta semana de muestra. La película ganó $7'075.924 en Japón, 7,084,304 dólares en los mercados internacionales (excluyendo los Estados Unidos y Canadá), y 7,090,891 dólares en el mundo.

## Sinopsis
Para entender esta película es necesario leer los capítulos del manga número 155 al 217 y ver los episodios 92 al 130 del anime, ya que esta película es, con algunos cambios, una compilación fílmica de éstos. 
Los Mugiwaras se dirigen a Alabasta con la princesa Nefertari Vivi a bordo para detener las maquinaciones del Shichibukai Crocodile, quien con ayuda de su organización Baroque Works, se ha hecho popular ante los habitantes del reino con sus acciones frente a otros piratas, al mismo tiempo que secretamente socava la confianza del rey Nefertari Cobra provocando una lluvia artificial que llega sólo a la capital Alubarna, mientras el resto del reino soporta a duras penas una sequía que se ha extendido por tres años. La misión de los piratas es  detener al ejército rebelde antes que entre en combate con el ejército real y estalle la guerra civil, salvando así a los civiles de Alabasta del caos, derrotar a todos los miembros de los Baroque Works y, de este modo, acabar con los planes de Crocodile de usurpar el reino.

## Voces
- Mayumi Tanaka como Monkey D. Luffy
- Kazuya Nakai como Roronoa Zoro.
- Akemi Okamura como Nami.
- Kappei Yamaguchi como Usopp / Pestañas el camello.
- Hiroaki Hirata como Sanji / Karoo el pato.
- Ikue Ohtani como Tony Tony Chopper.
- Yuriko Yamaguchi como Nico Robin / Miss All Sunday.
- Misa Watanabe como Nefertari Vivi
- Iemasa Kayumi como Nefertari Cobra
- Masaaki Tsukada como Toto
- Takeshi Kusao como Koza
- Junko Noda como Kappa
- Eiji Takemoto como Vice-Líder del ejército rebelde.
- Kenji Nojima como Pell
- Kihachiro Uemura como Chaka
- Keiichi Sonobe como Terakotta
- Ryūzaburō Ōtomo como Sir Crocodile / Mr. 0
- Tetsu Inada como Daz Bones / Mr. 1
- Yuko Tachibana como Miss Doublefinger/Mrs. Double Finger
- Kazuki Yao como Bon Clay / Mr. 2
- Masaya Takatsuka como Babe / Mr. 4
- Mami Kingetsu como Mrs. Merry Christmas
- Takeshi Aono como Lassoo
- Keisuke como Mr.7
- Tomoko Naka como Miss Fathersday

## Música
Tema de cierre (ending)
- "Fanfare" por Mr. Children